# Mathias Heymann
Pour les articles homonymes, voir Heymann.
Scènes principales
Opéra national de Paris
Mathias Heymann, né le 1er octobre 1987 à Marseille, est un danseur français. Il est étoile du ballet de l'Opéra national de Paris.

## Origines
Mathias Heymann est le fils d'un professeur de mathématiques et une danseuse orientale. 
Comme sa mère est originaire du Maroc, où son père a obtenu un poste de travail, Mathias Heymann passe les neuf premières années de son enfance au Maroc, ensuite au Sénégal et à Djibouti.

## Les débuts
Rentré en France en 1997, à l'âge de dix ans, il commence la danse à Marseille, sa ville natale, dans l'Académie Danse Attitude chez Véronique Sottile. Suivant le conseil de son enseignante,  Mathias Heymann participe au Youth America Grand Prix à 13 ans, reçoit par conséquent une bourse pour un cours de danse à Miami et est admis ensuite à l'École de Danse de l'Opéra de Paris à 14 ans.

## École de danse
Par une série d'heureux hasards Mathias Heymann est admis en 2001 à l'École de danse de l'Opéra national de Paris.
Quand Mathias Heymann fait un stage de danse à l'École de danse, son père croise Élisabeth Platel dans le couloir. Celle-ci l'informe que pour devenir danseur son fils a déjà un âge avancé[réf. nécessaire]. 
Grâce à une vidéo que son père envoie, à l'insu de son fils, à la direction de l'École de danse et à cause d'un poste qui s'est libéré Mathias Heymann entre au dernier moment à l'École de danse de l'Opéra national de Paris comme élève payant.
À la fin de sa scolarité, Mathias Heymann décroche le rôle de Daphnis alors que l'École de danse présente Daphnis et Chloé sur la scène de l'Opéra Garnier.

## Au ballet de l'Opéra de Paris
Engagé en 2004 dans le corps de ballet de la compagnie, il est promu coryphée en 2005 ayant présenté des variations tirées de Don Quichotte et Marco Spada, puis sujet en décembre 2006 à l'issue des variations du Lac des cygnes et de Don Quichotte. L'année d'après, s'illustrant dans des extraits de La Bayadère et d' Arepo de Maurice Béjart, il atteint le grade de premier danseur.
Remarqué très tôt, il est distribué dans des petits rôles de soliste dès sa deuxième année dans le corps de ballet. Plus tard, l'on peut le voir dans des ballets tels que Don Quichotte, Paquita, Cendrillon, Roméo et Juliette, Giselle, La Fille mal gardée, ou encore Le Lac des cygnes.
Mathias Heymann considère Manuel Legris comme son mentor, qu'il décrit de la façon suivante:
« Il m’a également beaucoup appris s’agissant des adages. »
« C’est quelqu’un de très généreux. »
« Humainement parlant, je l’apprécie beaucoup, c’est une personnalité extrêmement touchante et attachante. »
Mathias Heymann mis à part, Manuel Legris est le mentor de Dorothée Gilbert et de Mathieu Ganio aussi. 
Ils forment ensemble « Manuel Legris et ses étoiles », un groupe de danseurs auquel participent également Hervé Moreau, Mathilde Froustey ou Eleonora Abbagnato.

## Danseur étoile
Le 16 avril 2009, à l'âge de 21 ans, Mathias Heymann est nommé danseur étoile à l'issue de la première représentation d'Onéguine de John Cranko, en même temps qu'Isabelle Ciaravola.
C'est donc en qualité d'étoile qu'il participe au grand défilé qui a lieu le 15 mai 2009 en hommage à Manuel Legris, qui fait ses adieux à la scène lors de cette soirée.

## Impulsions
Mathias Heymann retrouve des inspirations en regardant toutes les vidéos de Rudolf Noureev, Vladimir Vassiliev et Mikhail Baryshnikov, danseurs exceptionnels qu'il aime beaucoup.
Il est très touché quand il assiste à la représentation de La Mort du cygne, pendant laquelle l'interprétation de Ouliana Lopatkina l'a marqué pour toute sa vie.
À l'Opéra national de Paris, Mathias Heymann adore Elisabeth Maurin en tant que danseuse étoile.
Manuel Legris le soutient beaucoup pendant le temps de blessures et Laurent Hilaire fait un très bon travail lors des répétitions pour Giselle.

## Absence pour blessure
Vers la fin de 2011, Mathias Heymann doit arrêter sa carrière comme danseur étoile pour dix-huit mois à cause d'une fracture de fatigue du tibia. 
Celle-ci est devenue très grave, parce qu'il l'a ignorée depuis ses années d'adolescence, d'autant plus que dans la hiérarchie du ballet de l'Opéra national de Paris il était promu chaque année au grade supérieur. Il consulte vingt médecins, en vain. Six mois d'interruption de toutes les activités de danse ne l'avance à rien. On[Qui ?] lui conseille déjà de renoncer à poursuivre sa carrière.
Finalement Mathias Heymann rencontre Federico Bonnelli, un danseur du Royal Ballet. Celui-ci a eu une blessure semblable qui a été guérie par une opération. ll subit la même opération par le même chirurgien et des traitements médicaux avec rééducation d'abord à Londres et ensuite à l’hôpital des gardiens de la paix à Paris puis à Capbreton pour que les choses évoluent favorablement,,.

## Retour sur scène
Le 6 mars 2013, à l'occasion de l'hommage à Rudolf Noureev et après dix-huit mois de congés pour blessure, Mathias Heymann retourne sur scène avec un solo qui est un concentré de fougue et de passion,.

## Style
Dans ses solos, Mathias Heymann excelle de légèreté,.

## Filmographie
Documentaires
- Aurélie Dupont, l'espace d'un instant de Cédric Klapisch, 2010, 55 min[12]

Mathias Heymann est filmé lors des répétitions avec Aurélie Dupont.

## Répertoire
- Don Quichotte : Basilio
- Paquita : Lucien
- La Dame aux camélias : Des Grieux
- La Fille mal gardée : Colas
- Les Enfants du paradis : Baptiste
- Troisième Symphonie de Mahler : la Guerre
- Genus
- Onéguine : Lenski
- Giselle : Albrecht, un paysan
- Cendrillon : un ami de l'acteur, un danseur du film
- Les Quatre tempéraments : Mélancolique
- Le Spectre de la rose : le Spectre
- Suite en Blanc : thème varié, mazurka
- Casse-noisette : Drosselmeyer
- In the night : 1er pas de deux
- La Bayadère : l'Idole dorée, Solor
- Kaguya-hime : un villageois
- Les Trois Mousquetaires : D'Artagnan
- Le Lac des cygnes : Siegfried
- Caligula : Incitatus
- Coppélia : Frantz
- Roméo et Juliette : Mercutio
- L'Anatomie de la sensation
- La Source : Zaël
- La Belle au Bois Dormant : Le Prince Désiré

## Récompenses
En 2007, Mathias Heymann remporte tour à tour le prix du Cercle Carpeaux et le prix de l'AROP avec Sarah Kora Dayanova.
En 2012 il gagne le Prix Benois de la danse,.